# Оук-Глен (Каліфорнія)
Оук-Глен (англ. Oak Glen) — переписна місцевість (CDP) в США, в окрузі Сан-Бернардіно штату Каліфорнія. Населення — 602 особи (2020).

## Географія
Оук-Глен розташований за координатами 34°2′44″ пн. ш. 116°56′59″ зх. д. / 34.04556° пн. ш. 116.94972° зх. д. (34.045594, -116.949618).  За даними Бюро перепису населення США в 2010 році переписна місцевість мала площу 39,16 км², з яких 39,15 км² — суходіл та 0,01 км² — водойми.

## Демографія
Згідно з переписом 2010 року, у переписній місцевості мешкало 638 осіб у 190 домогосподарствах у складі 144 родин. Густота населення становила 16 осіб/км².  Було 214 помешкання (5/км²).
Расовий склад населення:
| - 85,4 % — білих - 7,8 % — чорних або афроамериканців - 2,0 % — корінних американців - 0,3 % — азіатів - 0,2 % — вихідців з тихоокеанських островів - 2,2 % — осіб інших рас |

До двох чи більше рас належало 2,0 %. Частка іспаномовних становила 19,3 % від усіх жителів.
За віковим діапазоном населення розподілялося таким чином: 11,3 % — особи молодші 18 років, 75,1 % — особи у віці 18—64 років, 13,6 % — особи у віці 65 років та старші. Медіана віку мешканця становила 45,4 року. На 100 осіб жіночої статі у переписній місцевості припадало 171,5 чоловіків;  на 100 жінок у віці від 18 років та старших — 180,2 чоловіків також старших 18 років.
За межею бідності перебувало 1,1 % осіб, у тому числі 0,0 % дітей у віці до 18 років та 0,0 % осіб у віці 65 років та старших.
Цивільне працевлаштоване населення становило 333 особи. Основні галузі зайнятості: освіта, охорона здоров'я та соціальна допомога — 52,0 %, виробництво — 13,5 %, транспорт — 8,4 %, роздрібна торгівля — 8,1 %.